# Kostermanthus heteropetalus
Kostermanthus heteropetalus là một loài thực vật có hoa trong họ Cám. Loài này được (Scort. ex King) Prance mô tả khoa học đầu tiên năm 1979.